# Известковый (платформа)
Известковый — платформа Красноярской железной дороги в посёлке Известковый. расположена на Транссибирской магистрали, на перегоне Зеледеево — Кача, на территории станции Кача.
Имеет 2 боковые платформы: одна боковая платформа расположена с северной стороны путей рядом с посёлком Известковый, вторая боковая расположена с южной стороны, чуть дальше северной платформы. На платформе останавливаются все электропоезда. Раньше называлась «Известковая».